# Вальвассор
Вавассоры, Вальвассо́ры (от позднелат. vassus vassorum — вассал вассалов, старофранцузское vavassor, vavassour, фр. vavasseur) — держатели мелких феодов от рыцарей в средневековой Италии и Франции. C течением времени в Италии составили часть городского дворянства.

## Определение и происхождение
Происхождение этого слова неясно. Оно может быть получено от vassi ad valvas, то есть «слуг королевской прихожей». Шарль Дюканж рассматривал его просто как неясный вариант вассала, вероятно, от vassus vassorum «вассал вассалов». Альтернативные варианты написания включают vavasor, valvasor, vasseur, vasvassor, oavassor и другие.
В самом общем смысле это слово, таким образом, указывало на вассала-посредника, то есть на того, кто владеет феодом под вассалом. Однако это слово в разное время применялось к самым разным рангам в феодальной иерархии, практически употребляясь как синоним вассала. Таким образом, главные владельцы лена (феода) короля описаны императором Конрадом II как valvassores majores, в отличие от посреднических владельцев, valvassores minores.
Постепенно термин без оговорок был сочтен удобным для описания субвассалов, главных владельцев лена (феода), которых называли капитанеями или баронами; но его значение, однако, все ещё варьировалось в разных местах и в разное время. Английский юрист Генри де Брактон поставил богатых людей или вальвассоров (лат. magnates seu valvassores) между баронами и рыцарями — для него они являются «людьми высокого звания». В Carta Regis Henrici Secundi («Хартия короля Генриха II», 1154) vavasoribus (вальвассоры) стоят после baronibus (бароны) и перед militibus (милитами). Но в регистре Филиппа II Августа мы находим, что пять вальвассоров считаются эквивалентом одного рыцаря. Наконец, Шарль Дюканж цитирует две хартии, 1187 и 1349 годов, в которых вальвассоры четко отличаются от дворян.
В Болонье в начале XIII в. появился письмовник нотария Бене да Болонья, образно подметившего феодальную по форме структуру городской жизни, которая терпит крах при соприкосновении с реальной жизнью: «Каждое лицо, пишущее нижестоящей персоне, должно ставить свое имя в начале, как-то: император — королю, король — князю, князь — герцогу, герцог — маркграфу, маркграф — графу, граф — барону, барон — вальвассору, вальвассор — рыцарю, рыцарь — купцу и другому лицу из пополанов, или плебеев. . . Но бывает, что бароны пишут свое имя после купца, так как сами они вынуждены ходить босыми, и пешком, а купцы разъезжают верхом или даже в каретах, так как святейшая в наши дни вещь — великие богатства».